# Roger De Kinder
Roger Frans Jan Pieter Paulus De Kinder (Gent, 6 juni 1919 – Antwerpen, 29 juli 1984) was een Belgisch politicus voor de BSP, volksvertegenwoordiger en provinciegouverneur.

## Levensloop
Roger De Kinder liep school in het Koninklijk Atheneum van Gent, waarna hij handels- en consulaire wetenschappen studeerde aan de Universiteit Gent en politieke en diplomatieke wetenschappen studeerde aan de VUB. Na de Bevrijding ging hij in 1944 aan de slag op het kabinet van Léon-Eli Troclet, toenmalig minister van Arbeid en Sociale Zaken. Van 1953 tot 1962 doceerde hij bovendien economie aan het Hooghandelsinstituut in Brussel.
Door toedoen van de Oostendse BSP-kopstukken Louis Major en Roger Dekeyzer werd De Kinder vanaf maart 1946 federaal secretaris van de BSP-afdeling van Oostende. Bij de verkiezingen van 1946 werd hij tot plaatsvervanger verkozen van volksvertegenwoordiger Julien Peurquaet die kort nadien ontslag nam wegens gezondheidsredenen. Op 1 oktober 1946 legde De Kinder de eed af als volksvertegenwoordiger en was op dat moment het jongste Kamerlid.
In november 1946 werd hij tevens verkozen in de gemeenteraad van Oostende. Sinds oktober 1947 was hij schepen van Openbare Werken na het overlijden van Julien Peurquaet en bleef dit tot in 1952. In 1959 werd hij schepen van Financiën van Oostende tot in 1963. Ondertussen werd hij telkens herkozen als BSP-Kamerlid in het arrondissement Veurne-Oostende-Diksmuide. Van 1953 tot 1962 was hij docent economie aan het Brusselse Hooghandelsinstituut. Rond dezelfde periode was hij ook lid van de Raadgevende Vergadering van de Raad van Europa van 1954 tot 1963 en lid van het Europees Parlement van 1958 tot 1964. Daarnaast was hij lid van de Belgische delegatie van de Economische en Sociale Raad van de Verenigde Naties en voorzitter van de Belgische delegatie bij de Internationale Arbeidsorganisatie. Als parlementslid toonde De Kinder voornamelijk belangstelling voor internationale kwesties, problemen in de visserij en verkeerswezen.
In 1963 werd De Kinder lid van het partijbureau van de BSP. In dat jaar werd hij ook vernoemd onder de mogelijke opvolgers van de overleden François Tielemans als adjunct-minister van Financiën in de Regering-Lefèvre-Spaak. Uiteindelijk werd hij op 10 december 1963 benoemd tot gouverneur van de provincie Oost-Vlaanderen. Hij was daarmee de eerste socialistische gouverneur van Oost-Vlaanderen. Hij nam ontslag als schepen van Oostende en als volksvertegenwoordiger en vervulde zijn mandaat van provinciegouverneur tot aan zijn overlijden in 1984.